# Frontière entre le Niger et le Nigeria
La frontière entre le Niger et le Nigeria est la frontière séparant le Niger et le Nigeria.

## Description

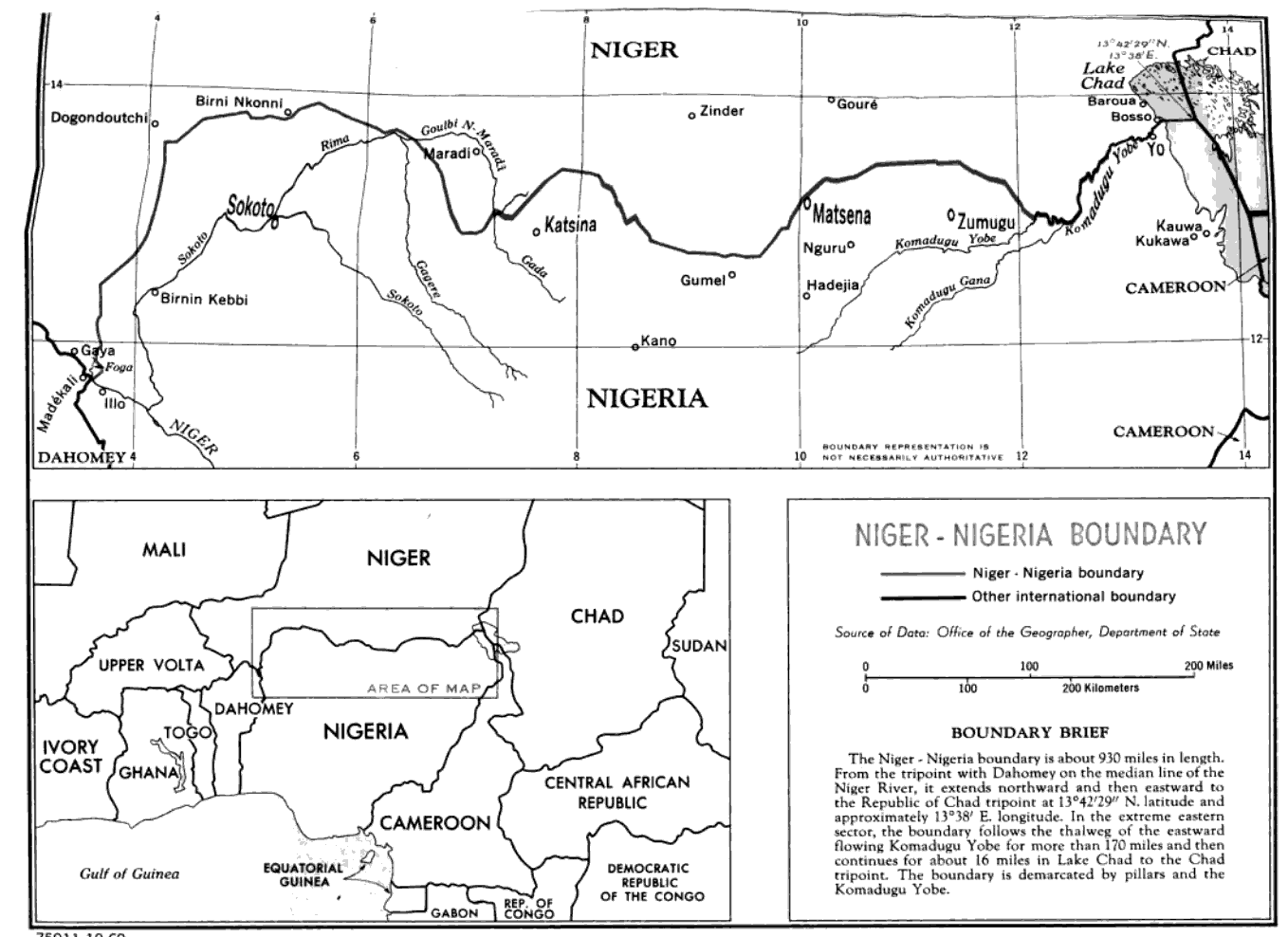
Carte de la frontière Niger-Nigeria

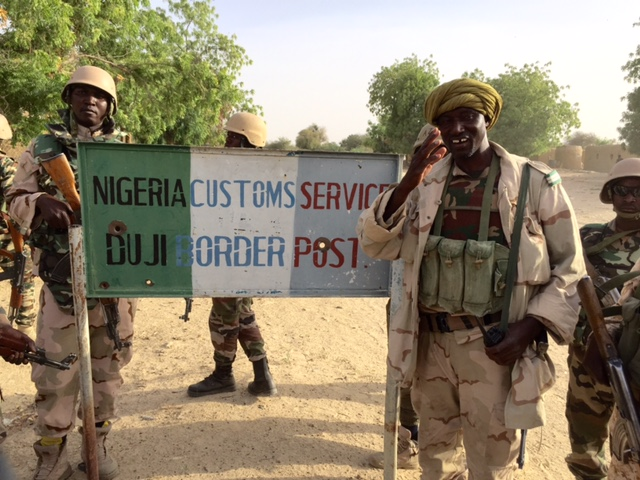
Des soldats nigériens à la frontière du Nigeria près de Diffa.

La frontière débute à l’ouest au tripoint béninois du fleuve Niger, puis se poursuit par voie terrestre en direction du nord, avant de tourner vers l’est en un large arc. La frontière se dirige ensuite vers l’est dans une direction largement orientée vers l’est, bien qu’avec des ondulations considérables, avant d’atteindre la rivière Komadougou Yobé; la frontière suit ensuite ce fleuve vers l’est jusqu’au tripoint avec le Tchad dans le lac Tchad.

## Histoire
La Grande-Bretagne et la France signent le traité du 5 août 1890, convenant que leurs territoires respectifs seraient divisés par une ligne allant de Say à Baroua près du lac Tchad. Cette ligne était en général plus au nord que la frontière actuelle. Cette ligne de démarcation a été délimitée en 1898, 1904 et 1906, puis finalisée à son emplacement actuel en 1910. Une série de balises et de marqueurs ont ensuite été placés au sol pour délimiter physiquement la frontière.

## Communes frontalières

### Niger
D'ouest en est les communes nigériennes frontalières :
- Tounouga
- Bengou
- Bana
- Yélou
- Dioundiou
- Karakara
- Guéchémé
- Douméga
- Tibiri (Dosso)
- Koré Maïroua
- Kiéché
- Dan-Kassari
- Alléla
- Bazaga
- Birni N'Konni
- Tsernaoua
- Doguéraoua
- Sabon Guida
- Bangui
- Guidan-Roumdji
- Guidan Sori
- Tibiri Gobir
- Safo
- Gabi
- Madarounfa
- Dan-Issa
- Aguié
- Gangara
- Gazaoua
- Hawandawaki
- Dan-Barto
- Sassoumbroum
- Yékoua
- Magaria
- Dantchiao
- Dogo-Dogo
- Mallaoua
- Bouné
- Goudoumaria
- Maïné Soroa
- Bouné
- Chétimari
- Diffa
- Guéskérou
- Bosso